# 카이저 케르베우스
카이저 케르베우스 리미티드 프레스(Kaiser Kerbeus Limited Press)는 베이블레이드 버스트에 등장하는 베이이다.

## 파츠
- 레이어: 카이저 케르베우스(KK)
- 디스크: 리미티드(L)
- 드라이버: 프레스(P)

## 사용자
- 미도리카와 켄스케(녹색)
- 프리 데라호야(하늘색)
- 가젬 마다르(베이지색)
- 아오이 니카(주황색)

## 설명
레이어의 형태가 원형에 가깝고 락도 그렇게 낮지 않아서 전작보다 더욱 단단한 방어력을 보여 줘서 무인편 시즌 대회에서 많이 쓰였다.
프레스 드라이버는 중앙을 차지하고 버티는 디펜스형 드라이버라곤하지만 낮은 스테미너로 인하여 실전 투입이 불가능하다.

## 기술
- 체인 슛

## 같이 보기
베이블레이드 버스트의 베이 목록